# Jens Schubert
Jens Schubert (* 1983 in Schwarzenberg im Erzgebirge) ist ein deutscher Künstler.

## Leben
Im Jahr 2004 nahm Jens Schubert sein Studium der Malerei und Grafik an der Hochschule für Grafik und Buchkunst in Leipzig auf. Bis zu seinem Diplomabschluss 2009 besuchte er die Klasse von Annette Schröter, bei der er im gleichen Jahr sein Meisterstudium anschloss. 2011 beendete er das Studium und erhielt den Marion-Ermer-Preis. Seitdem sind mehrere Publikationen über ihn entstanden.
Werke von Jens Schubert wurden u. a. vom Kunstfonds des Freistaates Sachsen und vom Museum der bildenden Künste Leipzig angekauft.
Von 2016 bis 2019 hatte er einen Lehrauftrag an der Hfk Bremen inne.

## Werk
Jens Schubert verwendet für seine Arbeit hauptsächlich grafische Medien wie die Zeichnung und Druck. Dabei wechselt er zwischen verschiedenen Materialien (Papier, Polyester, Glas, Holz, Linoleum), Werkzeugen (Feder, Buntstift, Pinsel) und Techniken (Siebdruck, Lithografie, Airbrush, Handzeichnung).
Während und nach seinem Hochschulabschluss widmete Schubert sein Schaffen ausschließlich dem Linolschnitt. So entstanden großformatige und farbprächtige Werkserien, welche sich aus bis zu 20 oder mehr Farb- bzw. Druckschichten zusammensetzen.

## Auszeichnungen
- 2019 Katalogförderung der Stadt Leipzig sowie der Kulturstiftung des Freistaates Sachsen
- 2017 Arbeitsstipendiumin der Werkstatt für Steindruck, Künstlerhaus München
- 2016 Atelierstipendium der Stadt München
- 2015: Arbeitsstipendium der Stiftung Kunstfonds
- 2014: Arbeitsstipendium der Kulturstiftung des Freistaates Sachsen
- 2011: Marion-Ermer-Preis

## Einzelausstellungen (Auswahl)
- 2019: Am Ende der Welt steht ein Wald aus Stein, Gutshaus Berlin
- 2019: AURORA, Junge Kunst e.V., Wolfsburg
- 2018: PANDORA, Kunstraum Schwalbe 28, Frankfurt am Main
- 2018: Schaum, Galerie Leuenroth, Frankfurt am Main
- 2017: HEAVEN AND ALCHEMY, NeuDeli – Kunstraum des Delikatessenhaus e.V., Leipzig
- 2016: ARBREDEMARBRE, Super+Centercourt, München
- 2015: Perspektiven der Gegenwart – Jens Schubert, Deutsche Bundesbank Frankfurt a. M.
- 2015: EMPIRE (mit Paula Gehrmann), Galerie Kleindienst Leipzig
- 2015: PROMETHIUM, Kunstsammlungen Chemnitz – Museum Gunzenhauser

## Beteiligungen an Gruppenausstellungen (Auswahl)
- 2018: Darauf war ich jetzt nicht vorbereitet, Galerie Herold Bremen
- 2018: Venster op Leipzig, Grafisch Atelier Friesland, Leuwarden, NL
- 2017: Neue Freunde, Kunstverein Duisburg
- 2017: Ladder to Heaven, Kunstverein Pfaffenhofen a.d. Ilm
- 2016: Klassentreffen, Kunsthalle der Sparkasse Leipzig
- 2013: Morphology of the Print, Lehman College of Art Gallery, New York
- 2013: LUBOK, Museo de la Estampa del Instituto Mexiquense de Cultura, Toluca, Mexico
- 2013: Ego Identity – New York, Berlin, Leipzig, Dresden, Galerie M2A, Dresden
- 2013: Carolyn Case & Jens Schubert, Asya Geisberg Gallery, New York City, USA
- 2012: Die Schlampe Malerei, D21 Kunstraum Leipzig
- 2012: LUBOK. Grafica contemporanea y libros de artistas de Leipzig, Capilla del Arte, Puebla  sowie im Museo Nacional dela       Estampa, Mexiko-Stadt (MEX)
- 2011: Marion-Ermer-Preis 2011, Oktogon der Hochschule für Bildende Künste, Dresden
- 2011: Olpe Wolfen Schwarzenberg, Museum der bildenden Künste, Leipzig
- 2011: Convoy Leipzig, Biksady Gallery, Budapest (H)
- 2010: Hotel Genial, Kunstverein Tiergarten, Berlin / Galerie Nord, Berlin
- 2010: Die Druckgrafik, Neuer Kunstverein, Pfaffenhofen
- 2010: Atlas, Hoch + Partner, Leipzig
- 2010: Mutterboden, Villa Kobe, Halle

## Publikationen
- Am Ende der Welt steht ein Wald aus Stein, Künstlerbuch, Gutshaus Steglitz – Bezirksamt Steglitz-Zehlendorf Berlin, 2019
- Marion-Ermer-Preis 2011. Loretta Fahrenholz – Emanuel Mathias – Claudia Schötz – Jens Schubert, Ausst.-Kat. Hochschule für Bildende Künste Dresden, Berlin 2011.
- Olpe Wolfen Schwarzenberg, Ausst.-Kat. Museum der bildenden Künste Leipzig, Leipzig 2011.